# ديلان مولفاني
ديلان مولفاني (مواليد 29 ديسمبر 1996 في سان دييغو، كاليفورنيا) هو متحول جنسي أمريكي يعمل في مجال التمثيل والكوميديا اشتهر بمقاطع الفيديو اليومية على موقع تيك توك منذ أوائل عام 2022.
في أكتوبر 2022، تحدث مولفاني مع الرئيس الأمريكي جو بايدن في البيت الأبيض حول حقوق المتحولين جنسيًا.
تخرج من جامعة سينسيناتي في عام 2019 بدرجة بكالوريوس الفنون الجميلة في مسرح موسيقي.

## روابط خارجية
- ديلان مولفاني على موقع IMDb (الإنجليزية)
- ديلان مولفاني على موقع ميوزك برينز (الإنجليزية)
- ديلان مولفاني على موقع قاعدة بيانات الفيلم (الإنجليزية)
- ديلان مولفاني على موقع كينوبويسك (الروسية)